# Stara Synagoga w Tarnogrodzie
Stara Synagoga w Tarnogrodzie – pierwsza obecnie nieistniejąca, drewniana synagoga znajdująca się w Tarnogrodzie.
Synagoga została zbudowana w około 1590 roku. W 1648 roku pożar doszczętnie strawił synagogę, poprzez co wkrótce przystąpiono do budowy nowej, murowanej synagogi, którą ukończono w 1686 roku.